# حصاربن
حصاربن (بالفارسية: حصاربن) هي قرية تقع في قسم حبلرود الريفي في إيران. يقدر عدد سكانها بـ 439 نسمة بحسب إحصاء 2016.